# Cetie jižní
Cetie jižní (Cettia cetti) je středně velkým druhem pěvce z čeledi cetiovitých (Cettiidae).

## Popis
Má dlouhý, široký ocas, krátký krk a velmi krátká křídla. Zbarvení je celkově nenápadné, shora červenohnědé, na spodině kouřově šedobílé.

## Výskyt
Hnízdí v jižní a jihozápadní Evropě v hustých vysokých porostech, přednostně u vody. V září 2007 byla poprvé zaznamenána také na území České republiky – byla chycena do nárazové sítě u obce Jestřebí. K roku 2023 byla zaznamenána 4x, z toho jednou šlo o mladého ptáka, takže je možné, že v Česku i zahnízdila.

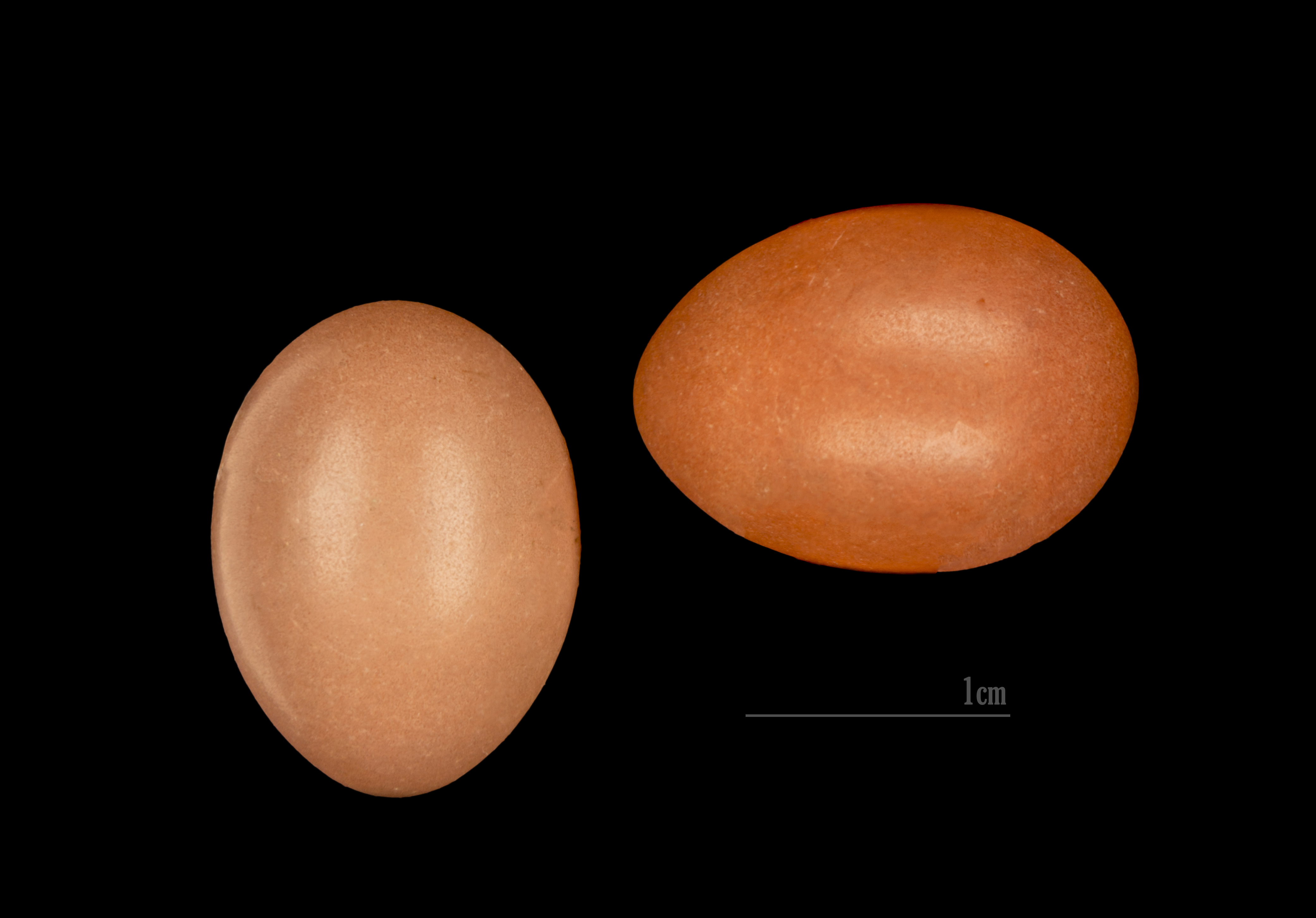
Vejce cetie jižní (Cettia cetti)